# Nord 1203
Die Nord 1200 Norécrin ist ein Flugzeug des französischen Herstellers Nord Aviation.

## Geschichte
Die Nord 1200 basiert auf der Nord 1100, die wiederum aus der in Frankreich produzierten Messerschmitt Bf 108 entstand. Sie wurde aufgrund einer Ausschreibung der französischen Regierung für einen zwei- bis dreisitzigen Kabinentiefdecker konstruiert. Der Erstflug des Prototyps fand am 15. Dezember 1945 statt. Die erste Serienversion hieß Nord 1201 Norécrin, war dreisitzig und wurde von einem 104 kW starken Renault-Motor angetrieben. Die folgenden Serienversionen 1204 Norécrin II, III und IV waren viersitzig und mit unterschiedlichen Triebwerken ausgerüstet. Eine bewaffnete Militärversion mit 127-kW-Motor wurde als 1203 Norécrin V produziert. Ab 1955 wurde die Norécrin VI und noch später die Nord 1204 mit amerikanischen Continental-Motoren produziert. Insgesamt wurden 470 Maschinen hergestellt, was die Maschine zu einem der erfolgreichsten französischen Flugzeugen macht.

## Technische Daten

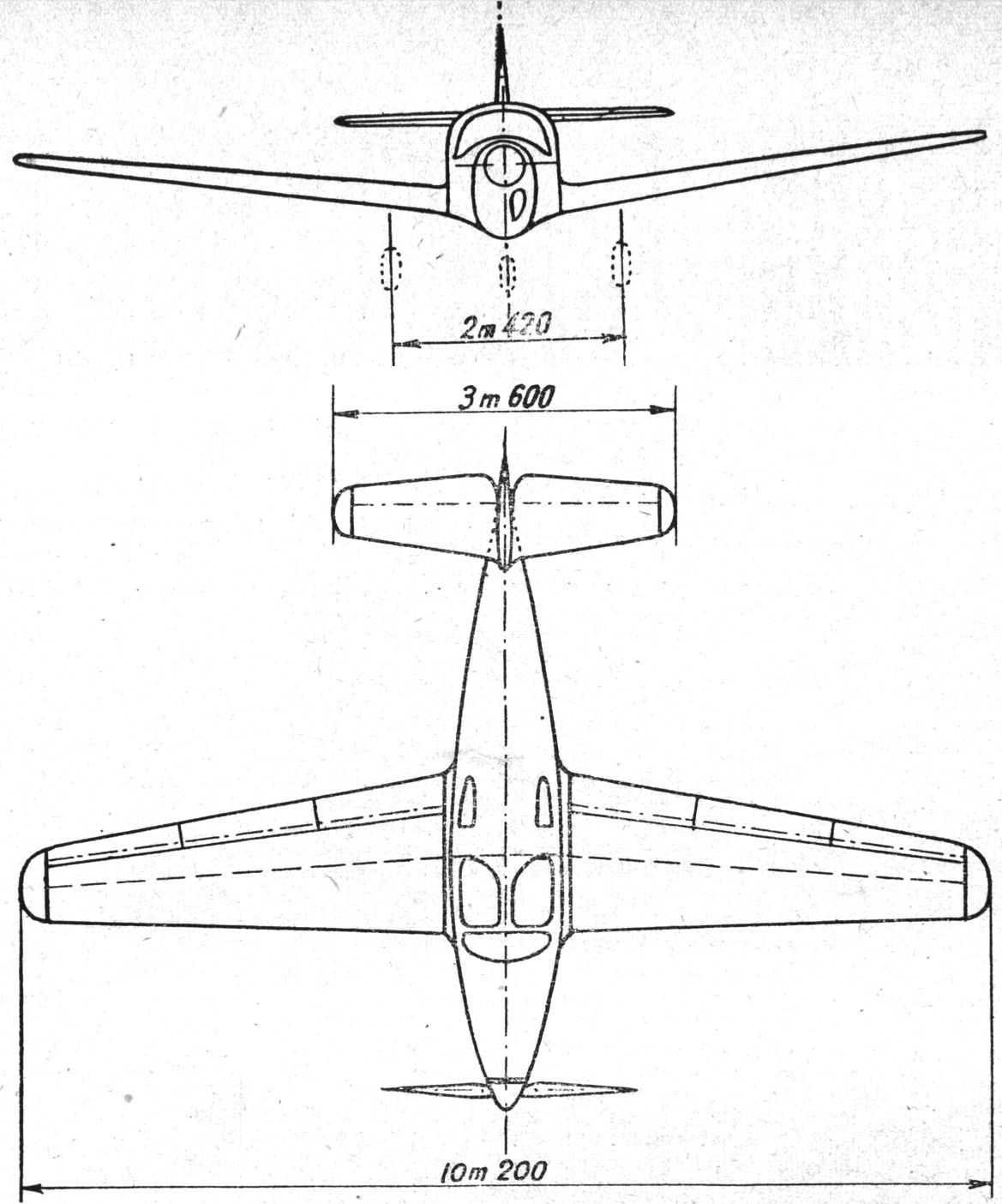
Zweiseitenriss Nord 1200

| Kenngröße             | Daten 1203                                                     |
| --------------------- | -------------------------------------------------------------- |
| Besatzung             | 1–2                                                            |
| Passagiere            | 2–3                                                            |
| Länge                 | 7,21 m                                                         |
| Spannweite            | 10,22 m                                                        |
| Höhe                  | 2,90 m                                                         |
| Flügelfläche          | 13,0 m²                                                        |
| Leermasse             | 652 kg                                                         |
| max. Startmasse       | 1050 kg                                                        |
| Reisegeschwindigkeit  | 267 km/h                                                       |
| Höchstgeschwindigkeit | 280 km/h                                                       |
| Dienstgipfelhöhe      | 5000 m                                                         |
| Reichweite            | 900 km                                                         |
| Triebwerke            | ein Vierzylinder-Reihenmotor SNECMA Renier mit 110 kW (150 PS) |